# Hala Torwar

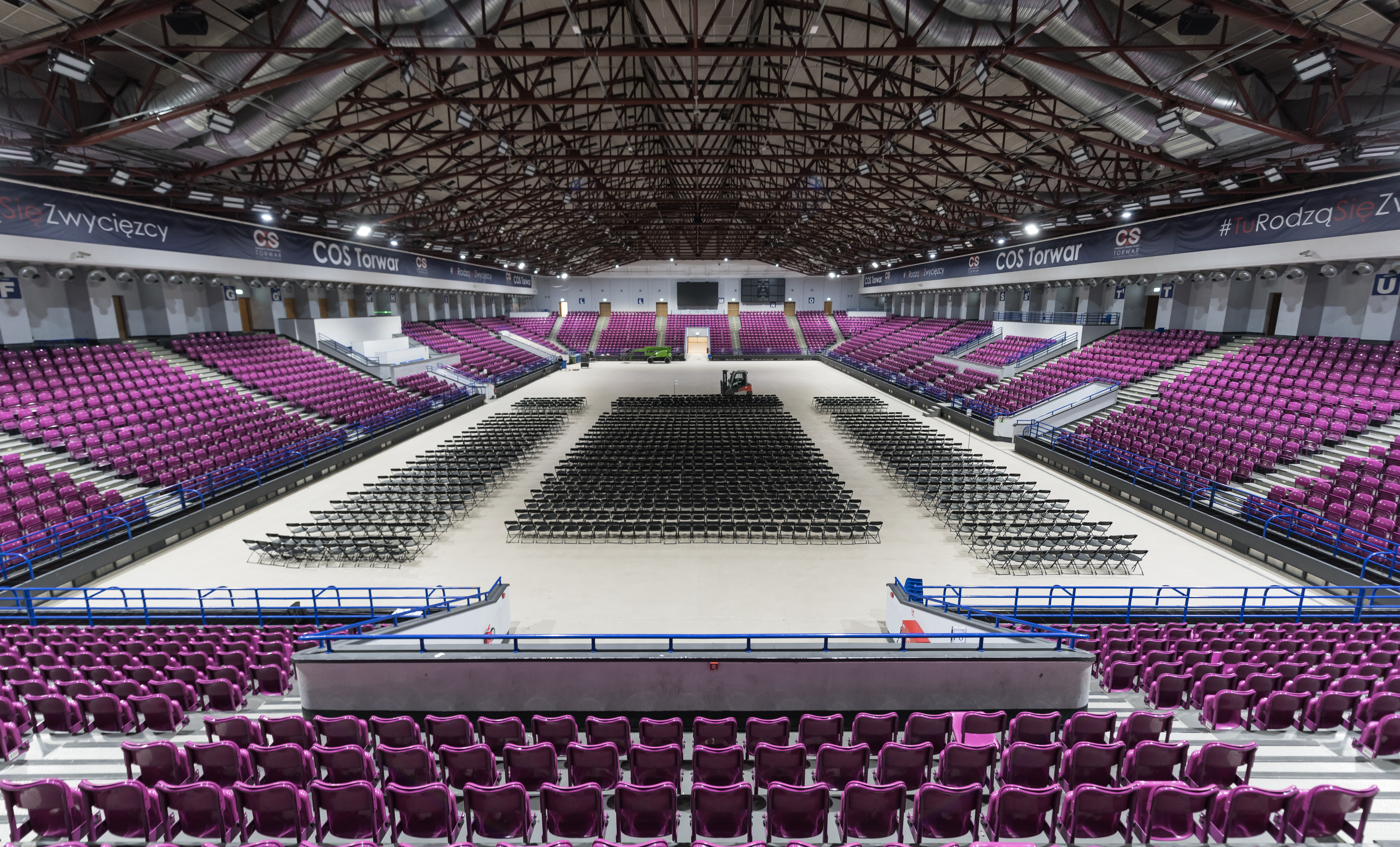
Wnętrze hali

Hala Torwar, hala widowiskowa Torwar, hala Torwar I, także hala COS Torwar – hala sportowo-widowiskowa, zlokalizowana przy ul. Łazienkowskiej 6a w Warszawie.
Obok, pod tym samym adresem, znajduje się hala COS Torwar Lodowisko (również Lodowisko Torwar II i Lodowisko Torwar), otwarta w 1997 roku. Zarządcą obu obiektów jest Centralny Ośrodek Sportu (COS).

## Historia
Decyzja o budowie pierwszego sztucznego lodowiska w Warszawie zapadła w styczniu 1953 roku, a na miejsce inwestycji wybrano dawną część parku Agrykola przy ulicy Łazienkowskiej. Lokalizacja ta uwzględniała naturalną skarpę jako osłonę przed ciepłymi wiatrami i oparcie dla trybun, a ponadto dogodne połączenie z centrum miasta oraz sąsiedztwo obiektów Legii. Obiekt został wzniesiony w latach 1953–1957 według projektu Juliana Brzuchowskiego i Danuty Bredy-Brzuchowskiej jako pierwsze w Warszawie kryte lodowisko.
Nazwa Torwar miała łączyć przeznaczenie budynku (tor łyżwiarski) z miastem (Warszawa). Pierwszy kwartał 1953 roku upłynął na zaadaptowaniu starego projektu lodowiska autorstwa inż. Brzuchowskiego i dostosowaniu go do istniejących potrzeb. W maju 1953 roku na placu budowy ruszyły roboty ziemne, następnie prace przy betonowej płycie i kanale, a także budowa budynku maszynowni. Obiekt posiadał trybuny na 7200 miejsc. Na elewacji umieszczono mozaikę „Łyżwiarze” Hanny Żuławskiej (usuniętą podczas modernizacji w latach 90.). Pierwsze mrożenie sztucznej tafli odbyło się 18 listopada 1953 roku, a nadzorował je − sprowadzony specjalnie ze Stalinogrodu (Katowic) − lodomistrz Mutke. Zamrożona tafla uzyskała pozytywną ocenę, charakteryzując się większą mocą zamrażania. 19 listopada 1953 roku pojawili się na niej pierwsi łyżwiarze: wielokrotny mistrz Polski w jeździe szybkiej Janusz Kalbarczyk, były mistrz Polski w jeździe figurowej Bolesław Staniszewski, łyżwiarki Anna Skrzetuska i E. Niemczykówna, a także znani hokeiści Franciszek Głowacki oraz Tadeusz Dolewski. Oficjalnym terminem uroczystego otwarcia lodowiska miał być 3 stycznia 1954 roku ale zdecydowano się na przyspieszenie i oficjalne uroczystości otwarcia odbyły się 12 grudnia 1953 roku. Podczas inauguracji rozegrano mecz hokejowy CWKS Warszawa z Gwardią Bydgoszcz (12:3). 3 stycznia 1954 roku rozegrano natomiast pierwsze spotkanie międzynarodowe, w którym CWKS pokonał Dynamo Weisswasser 6:5. 7 października 1954 roku odbył się z kolei premierowy mecz międzypaństwowy, a seniorska reprezentacja Polski uległa Związkowi Radzieckiemu 1:7.
Do lat 90. obiekt nie miał dachu, zadaszone (od 1967 r. według projektu zespołu: W. Humnicki, R. Piekarski W. Stocki) były jedynie trybuny. W konstrukcji zadaszenia po raz pierwszy w Polsce zastosowano kablobeton.
Mecze ligowe hokeja na lodzie rozgrywały na Torwarze drużyny Legii Warszawa i Znicza Pruszków. Od lat 70. na Torwarze odbywają się koncerty.
W latach 1998–1999 hala została przebudowana i oddana do ponownego użytku 26 listopada tego roku. Inwestycja w dużej części sfinansowana została ze środków Urzędu Kultury Fizycznej i Turystyki. Trybuny zmodernizowanego obiektu posiadają 4806 miejsc siedzących. Służy głównie jako obiekt dla imprez masowych i wydarzeń sportowych rangi mistrzowskiej w różnych dyscyplinach. Organizowane są w niej również imprezy wystawiennicze. W części biurowej budynku ma siedzibę Centralny Ośrodek Sportu. W 2009 r. Torwar był jedną z 7 aren mistrzostw Europy koszykarzy. Swoje oficjalne spotkania międzypaństwowe rozgrywały w nim również męskie reprezentacje Polski w siatkówce (dwumecz fazy interkontynentalnej Ligi Światowej 2001 z Grecją) i piłce ręcznej.
Po zachodniej stronie hali Torwar, pod tym samym adresem, zbudowano drugi obiekt sportowy z krytym lodowiskiem – halę Torwar II (COS Torwar Lodowisko). Ma ona 619 miejsc na trybunach. Wybudowano ją w 1997 r., a jej projektantami byli Andrzej Ryba i Tomasz Kazimierski.

## Inne informacje
Od nazwy obiektu pochodzi nazwa znajdującego się obok osiedla Torwar, wzniesionego w drugiej połowie lat 60. XX wieku.